# ドミトリー (宿泊施設)
ドミトリー（英: dormitory）とは、ユースホステルやゲストハウス・一部の民宿（いわゆる「ユース民宿」）や山小屋などの宿泊施設において、相部屋を前提とした部屋のこと。「眠る（dorm）場所」が原義。

## 概要
ユースホステルやゲストハウスのドミトリーでは通常、室内には2段ベッドと荷物保管用のロッカーが置いてある。トイレ、シャワー等は共同である。原則的に男女別の部屋になるが、男女混合のところもある。
2段ベッドではなく、普通のベッドの場合やふとんを使うドミトリーもある。部屋だけでなく区画が男女別に厳密に区分されている宿もある。1人に1つのベッド・寝具が確保されている。
山小屋のドミトリーでは男女共用の部屋が一般的で、ロッカーなどもなく、混雑期は1つの寝具を他人と共用することも多い。最混雑期は客室以外もドミトリーとして使用されることもある。
なお、船内で1泊以上を過ごす客船やフェリーでは2等船室のことをドミトリーという場合がある。通常、区画されていないカーペットのような生地で加工された広い板の間で雑魚寝である。女性専用区画が設定されていることもあるが、基本的には男女共用である。枕及び毛布が無料または有料で貸与されることが多い。